# 영양 야성정씨 참판공 종택
영양 야성정씨 참판공 종택(英陽 野城鄭氏 參判公 宗宅)은 대한민국 경상북도 영양군 일월면에 있는 조선시대의 건축물이다. 1985년 8월 5일 경상북도의 문화재자료 제77호 장열공 사당으로 지정되었다가, 2015년 12월 14일 영양 야성정씨 참판공 종택으로 문화재 명칭이 변경되었다.

## 장열공 사당
장열공 정담(1548∼1592)선생의 위패를 모신 사당이다.
정담 선생은 조선 선조 임금대의 충신으로 여러 벼슬을 지낸 분이다. 청주목사로 있던 선조 25년(1592)에 임진왜란이 터지자 의병을 일으켜 의병장 황박, 나주판관 이복남과 함께 웅치를 방어하다가 전사하였다. 임진왜란 후 선생은 병조참판 겸 의금부사에 추증되고 비도 세웠다. 숙종 16년(1690)에는 정충각을 세웠고 향현사에 모셔 제사를 지냈는데, 순조 임금 때 ‘장렬공’이라는 시호를 받았다.
이 사당에는 교지 7점과 장군의 공적을 적은 『충렬록』, 판각 85매와 『충렬록 전적』 2권 등의 유물들을 보관하고 있다.

## 명칭변경 및 확대지정 사유
영양 참판공 종택은 장열공(壯烈公) 정담(鄭湛)선생의 사당이 있는 종택으로 헌종14년(1848년) 건립되어, 정담 선생의 9대손 정치묵(鄭致黙)이 정조 19년(1795) 영덕에서 영양 일월면 가곡리에 들어 온 이래 종손 정재홍(鄭在弘)에 이르기까지 200여 년 종가의 역할을 하고 있다.
사당은 1985년에 경상북도 문화재자료 제77호로 지정되었고, 종택 건물은 사당 보다 먼저 건립되었고, 여기에서 정담 선생 불천위 제사는 물론 종친회의 장소 등 종가로서의 역할을 수행하고 있는 등 문화재로 지정되어 보존되어야 할 가치가 있다고 판단되어, 문화재자료로 지정하기로 한다. 단, 사당이 종택의 구성요소 중의 하나임을 감안하여 기 지정된 문화재자료 제77호‘장열공 사당’에 포함하여‘영양 야성정씨 참판공 종택(英陽 野城鄭氏 參判公 宗宅)’으로 한다.

## 참고 자료
- 영양 야성정씨 참판공 종택 - 국가유산청 국가유산포털